# Kapitein Oliepul
Kapitein Oliepul is een stripfiguur uit de Vlaamse stripreeks De avonturen van Nero & Co, door Marc Sleen. Oliepul is een vaak lichtelijk aangeschoten kapitein van de sleepboot His Majesty Pull waarmee hij de zeven wereldzeeën bevaart. Er worden twee namen als zijn voornamen genoemd: Willem-Joris (in 'De kolokieten' (1994)) en Honoree (in 'De gulfstreum' (2000)). 

## Personage
Oliepul is geboren in Knokke-Heist. Hij houdt niet van het land: de oceaan is zijn leven. In het album De Kroon van Neptunus (1975) komt hij echter uitzonderlijk nog eens aan land, na jaren op zee te hebben vertoefd. Meestal gaat hij enkel aan wal om aan de traditionele wafelbak deel te nemen aan het eind van een verhaal, zoals bijvoorbeeld in het album Palermo uit 1998.

### Oliepul in de reeks
Kapitein Oliepul maakt zijn debuut in 1954 in het verhaal De Groene Chinees. Als Petoetje door zowel Nero en Madam Pheip verlaten lijkt te zijn, neemt hij hem onder zijn hoede. Hij vaart Petoetje naar Japan en aan het einde van het album vindt Petoetje Nero en Madam Pheip weer terug. 
In "De Groene Chinees" (1954) onthult hij enkel nog voor zijn plezier rond te varen.  Méér dan een ander personage vervult hij de rol van deus ex machina in de reeks. Hij vaart dikwijls toevallig voorbij wanneer Nero en co in de oceaan rondzwemmen of dobberen en dringend hulp nodig hebben. Zo redt hij hen onder andere uit de oceaan in "Het Zevende Spuitje" (1963), "De Paarse Futen" (1966-1967), De Blauwe Woestijn. (1968), "De Blauwe Walvis" (1976) en de "De Dolle Vloot" (1976).
Ook verschijnt hij regelmatig met zijn schip ter plekke wanneer de hoofdfiguren op een onbewoond eiland gestrand zitten of aan de kust van een of ander continent en dringend een schip nodig hebben, zoals in "De IJzeren Kolonel" (1957), "Kangoeroe-eiland (1961), "Nero Tegen De F.F.F." (1968-1969) en "De Zonen van Dracula" (1983).
Nero en co schakelen hem ook weleens in als ze ergens heen moeten varen, zoals in "De Granaatslikker" (1957), "De Oliespuiter" (1981) en "De Teen van Salomon" (1984)

### Uiterlijk
Oliepul draagt altijd een typisch kapiteinsuniform met bijbehorende pet. Hij heeft een lange neus met een lange, witte snor. Hij houdt zijn ogen meestal gesloten. Oliepul rookt zijn pijp altijd omgekeerd en drinkt ook graag jenever of borrels.
In "Allemaal Beestjes" (1981) wordt zijn uiterlijk veranderd. Van Zwam tovert hem om in een walrus, waarop Oliepul besluit naar de Noordpool te vertrekken, "want het is me hier te warm." Als aan het einde van het album iedereen weer normaal is, blijkt ook hij omgetoverd, maar zit in zijn menselijke gedaante nog steeds op een ijsschots te bibberen.

### His Majesty Pull
Zijn boot, "His Majesty Pull", is een kleine sleepboot met een enorme schoorsteen. Oliepul staat meestal aan het roer en maakt gebruik van een misthoorn om zijn komst aan te kondigen. Van verschillende kleine sleepboten wordt beweerd dat dat het scheepje is waar Marc Sleen de His Majesty Pull op heeft gebaseerd.